# Diogo Villarinho
Diogo Villarinho (Brasil, 11 de marzo de 1994) es un nadador brasileño especializado en pruebas de larga distancia en aguas abiertas, donde consiguió ser subcampeón mundial en 2015 en los 5 kilómetros por equipo en aguas abiertas.

## Carrera deportiva
En el Campeonato Mundial de Natación de 2015 celebrado en Barcelona (España), ganó la medalla de  en los 5 kilómetros por equipo en aguas abiertas, con un tiempo de 55:31 segundos, tras Alemania (oro) y empatado con Países Bajos, siendo sus compañeros de equipo: Allan do Carmo y Ana Marcela Cunha